# Cratere Tivat
Tivat  è un cratere sulla superficie di Marte.